# Певкохори (дем Касандра)
Вижте пояснителната страница за други значения на Певкохори.
Певкохори или Капсохора (на гръцки: Πευκοχώρι, катаревуса Πευκοχώριον, Певкохорион, в превод Борово село, до 1965 година Καψοχώρα, Капсохора) е село в Егейска Македония, Гърция, в дем Касандра, административна област Централна Македония. Певкохори има население от 1665 души (2001).

## География
Певкохори е разположено в южния край на полуостров Касандра, на брега на Касандрийския залив. Левкес (Λεύκες) се води отделно селище с 13 жители.

## История

### Античност
В северозападната част на пристанището, където сега акостират лодките, са намерени останки от римско селище. В същия район е открито съкровище с монети на Лизимах. 

### В Османската империя
Вероятно Капсохора е основано в края на XVI век. Около 1590 в областта е големият метох Адер на манастира Ивирон, от който е оцеляла частично само една мелница. По време на турското владичество е едно от 12-те села на полуострова и е вакъф на Газанфер ага. Жителите на Капсохори участват във Халкидическото въстание, като един от най-известните революционери от селото е Георгиос Янаки.
В XIX век Капсохора е село в каза Касандра на Османската империя. Александър Синве („Les Grecs de l’Empire Ottoman. Etude Statistique et Ethnographique“) в 1878 година пише, че в Капсохора (Capso-khora), Касандрийска епархия, живеят 920 гърци. Към 1900 година според статистиката на Васил Кънчов („Македония. Етнография и статистика“) в Капсохоръ живеят 280 жители гърци християни. По данни на секретаря на Българската екзархия Димитър Мишев („La Macédoine et sa Population Chrétienne“) в 1905 година в Кажохор (Kajohor) има 320 гърци.

### В Гърция
В 1912 година, по време на Балканската война, в Капсохора влизат гръцки части и след Междусъюзническата война в 1913 година остава в Гърция. В 1965 година селото е преименувано на Певкохори.
В началото на XXI век селото е летен курорт с трите си плажа Кера Мария, Гларокавонос и Канавица.
| Име          | Име          | Ново име | Ново име | Описание                                               |
| ------------ | ------------ | -------- | -------- | ------------------------------------------------------ |
| Катим Амбели | Κατίμ Αμπέλι | Амбелия  | Αμπέλια  | възвишение на З от Певкохори (63 m) и на И от Ханиотис |
| Цикари       | Τσιγκάρι     | Кефали   | Κεφάλι   | възвишение на ЮЗ от Певкохори (216 m)                  |
| Вигла        | Βίγλα        | Скопос   | Σκοπός   | възвишение на ЮИ от Певкохори (67 m)                   |